# Fetty Wap

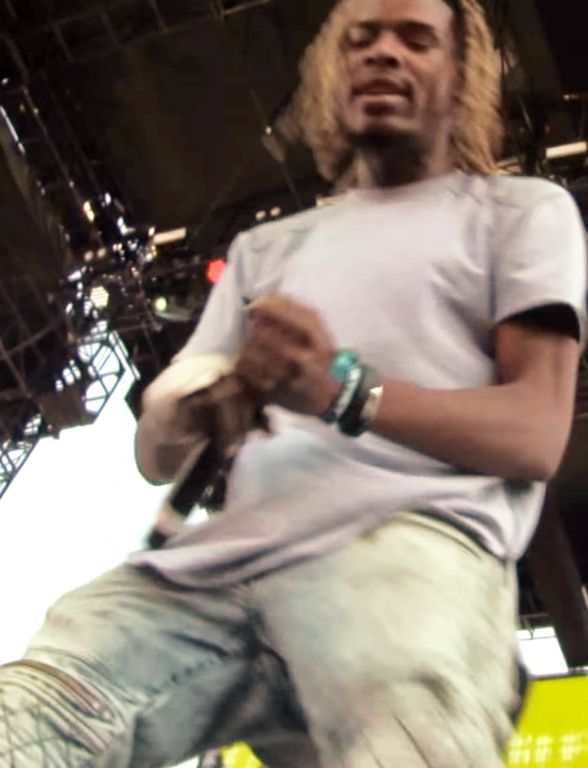
Fetty Wap (2015)

Fetty Wap (* 7. Juni 1991 in Paterson, New Jersey; eigentlich: Willie Maxwell II) ist ein US-amerikanischer Rapper. Er sitzt seit dem 6. Oktober 2022 in Haft.

## Leben
Fetty Wap verlor als Kind sein linkes Auge aufgrund von Grünem Star. Sein Großvater war Prediger in seiner Heimatstadt in der Solomon’s Temple Church und als Kind war Fetty Wap Teil einer vierköpfigen Gruppe, die in der Kirche sang. Außerdem lernte er Schlagzeug und Klavier.
Seine Hip-Hop-Karriere begann er in einer Band namens Remy Boyz zusammen mit Monty (Montana Bucks), Khaos und P. Dice. Sein Rappername besteht aus zwei Slangwörtern für Geld. 2014 veröffentlichte die Gruppe das gemeinsame Mixtape 1738. Zugleich stellte Fetty Wap aber auch mehrere eigene Songs wie Addicted, Zoovier und Trap Queen online. Das letztgenannte Stück erwies sich als sehr erfolgreich und wurde bei SoundCloud nur durch Verbreitung im Internet über eine Million Mal abgerufen. Später erreichte das Lied über 100 Millionen und das offizielle Video sogar über 670 Millionen Abrufe. Er bekam einen Plattenvertrag beim Label 300 Entertainment und veröffentlichte das Lied als Single. Unter anderem auch durch Remixe von French Montana und Fabolous wurde das Lied zu einem Nummer-2-Hit sowohl in den R&B-Charts als auch in den offiziellen Billboard Hot 100. Ein ganzes Jahr lang hielt es sich in den Verkaufscharts und wurde über eine Million Mal verkauft. Auch international war Trap Queen recht erfolgreich, wobei Platz 8 in Großbritannien und in Dänemark die höchsten Platzierungen waren. Bei den MTV Video Music Awards 2015 wurde Fetty Wap daraufhin als Artist to Watch ausgezeichnet. Bei den Grammy Awards 2016 war er mit dem Lied zweimal nominiert.
Mitte 2015 folgten die Singles 679 und My Way, an denen auch Mitglieder der Remy Boyz beteiligt waren. Beide Songs erreichten wieder die Top 10 in den USA. Im September 2015 folgte das Debütalbum mit seinem Namen als Titel, an dem ebenfalls ausschließlich die Remy Boyz als Gastmusiker beteiligt waren. Es stieg auf Platz eins der US-Albumcharts. Ende des Jahres war er als Gast bei Bang My Head von David Guetta und Sia vertreten, das zu einem internationalen Hit wurde. Im Mai 2019 gab er drei Konzerte in Deutschland (Hamburg, München und Stuttgart).
Das Mixtape Trap & B wurde 2020 veröffentlicht, es folgte die Single Pretty Thang. Ende des Jahres 2020 veröffentlichte Fetty Wap das zweite Mixtape des Jahres You Know The Vibes. Vertreten waren Rapper wie Styles P und sein langjähriger Freund Monty. Ein Jahr später kündigte Fetty Wap sein zweites Studioalbum The Butterfly Effect an. Im Oktober 2021 wurde es publiziert.
Ende 2022 ging Fetty Wap mit einem Remix von Sweet Yamz von Masego und Devin Morrison viral. Im Dezember 2022 veröffentlichte Fetty Wap zudem einen Remix mit dem Star Rapper Wiz Khalifa.
Am 3. November 2023 kündigte Fetty Wap sein 3. Studioalbum King Zoo an. Als Leadsingle veröffentlichte er am 3. November 1738. Die US-Rapperin Coi Leray besitzt zudem ein Feature auf der Single.
Am 29. Oktober 2021 entsiegelten Bundesanwälte die Anklageschrift gegen Fetty Wap und klagten ihn wegen Verschwörung zum Vertrieb und Besitz kontrollierter Substanzen an. Er wurde im Citi Field in Queens, New York, wegen Drogendelikten festgenommen. Fetty Wap wurde am 5. November 2021 gegen eine Kaution von 500.000 US-Dollar freigelassen. Am 8. August 2022 wurde er erneut inhaftiert, nachdem er gegen die Bedingungen seiner vorläufigen Freilassung verstoßen hatte. Am 22. August 2022 bekannte er sich der Drogenvorwürfe schuldig und wurde am 24. Mai 2023 in New York zu sechs Jahren Gefängnis verurteilt. Er befindet sich derzeit im FCI Sandstone, einem Gefängnis mit niedriger Sicherheitsstufe in Sandstone, Minnesota, und soll am 7. Februar 2027 entlassen werden.

## Diskografie

### Studioalben
| Jahr | Titel Musiklabel                                              | Höchstplatzierung, Gesamtwochen, AuszeichnungChartplatzierungen (Jahr, Titel, Musiklabel, Platzierungen, Wochen, Auszeichnungen, Anmerkungen) | Höchstplatzierung, Gesamtwochen, AuszeichnungChartplatzierungen (Jahr, Titel, Musiklabel, Platzierungen, Wochen, Auszeichnungen, Anmerkungen) | Höchstplatzierung, Gesamtwochen, AuszeichnungChartplatzierungen (Jahr, Titel, Musiklabel, Platzierungen, Wochen, Auszeichnungen, Anmerkungen) | Anmerkungen                              |
| Jahr | Titel Musiklabel                                              | CH | UK | US | Anmerkungen                              |
| ---- | ------------------------------------------------------------- | --- | --- | --- | ---------------------------------------- |
| 2015 | Fetty Wap 300 Entertainment / RGF Prouctions (WMG)            | CH81 (1 Wo.)CH | UK15 Gold · (30 Wo.)UK | US1 ×2Doppelplatin · (107 Wo.)US | Erstveröffentlichung: 25. September 2015 |
| 2021 | The Butterfly Effect 300 Entertainment / RGF Prouctions (WMG) | — | — | — | Erstveröffentlichung: 21. Oktober 2021   |
| 2023 | King Zoo 300 Entertainment / RGF Prouctions (WMG)             | — | — | — | Erstveröffentlichung: 24. November 2023  |

### Kompilationen
| Jahr | Titel                                   | Höchstplatzierung, Gesamtwochen, AuszeichnungChartsChartplatzierungen (Jahr, Titel, Platzierungen, Wochen, Auszeichnungen, Anmerkungen) | Anmerkungen                         |
| Jahr | Titel                                   | US | Anmerkungen                         |
| ---- | --------------------------------------- | --- | ----------------------------------- |
| 2016 | RGF Island, Vol. 1 RGF Prouctions (WMG) | US198 (1 Wo.)US | Erstveröffentlichung: 17. Juni 2016 |

### EPs
- 2015: For My Fans
- 2017: Lucky No. 7

### Mixtapes
- 2014: Up Next
- 2015: Zoo Style
- 2015: Coke Zoo (mit French Montana)
- 2016: Zoo ’16
- 2016: Money, Hoes & Flows (mit PnB Rock)
- 2016: Zoovier
- 2017: For My Fans 2
- 2018: For My Fans 3: The Final Chapter
- 2018: Bruce Wayne
- 2019: Skinny wit the Zoo
- 2020: Trap & B
- 2020: Big Zoovie
- 2020: You Know The Vibes

### Singles als Leadmusiker
| Jahr | Titel Album          | Höchstplatzierung, Gesamtwochen, AuszeichnungChartplatzierungen (Jahr, Titel, Album, Platzierungen, Wochen, Auszeichnungen, Anmerkungen) | Höchstplatzierung, Gesamtwochen, AuszeichnungChartplatzierungen (Jahr, Titel, Album, Platzierungen, Wochen, Auszeichnungen, Anmerkungen) | Höchstplatzierung, Gesamtwochen, AuszeichnungChartplatzierungen (Jahr, Titel, Album, Platzierungen, Wochen, Auszeichnungen, Anmerkungen) | Höchstplatzierung, Gesamtwochen, AuszeichnungChartplatzierungen (Jahr, Titel, Album, Platzierungen, Wochen, Auszeichnungen, Anmerkungen) | Anmerkungen                                                        |
| Jahr | Titel Album          | DE | CH | UK | US | Anmerkungen                                                        |
| ---- | -------------------- | --- | --- | --- | --- | ------------------------------------------------------------------ |
| 2014 | Trap Queen Fetty Wap | DE77 Gold · (13 Wo.)DE | CH55 (11 Wo.)CH | UK8 ×3Dreifachplatin · (52 Wo.)UK | US2 Diamant · (52 Wo.)US | Erstveröffentlichung: 15. Dezember 2014 Verkäufe: + 12.085.000     |
| 2015 | 679 Fetty Wap        | DE— GoldDE | CH65 (5 Wo.)CH | UK20 ×2Doppelplatin · (41 Wo.)UK | US4 ×6Sechsfachplatin · (40 Wo.)US | Erstveröffentlichung: 29. Juni 2015 feat. Remy Boyz                |
| 2015 | My Way Fetty Wap     | — | — | UK80 Gold · (11 Wo.)UK | US7 ×3Dreifachplatin · (22 Wo.)US | Erstveröffentlichung: 17. Juli 2015 feat. Monty                    |
| 2015 | Again Fetty Wap      | — | — | UK79 Gold · (7 Wo.)UK | US33 ×3Dreifachplatin · (27 Wo.)US | Erstveröffentlichung: 13. August 2015                              |
| 2015 | RGF Island Fetty Wap | — | — | — | US57 Platin · (14 Wo.)US | Erstveröffentlichung: 25. September 2015; Promo-Single             |
| 2015 | Jugg Fetty Wap       | — | — | — | US86 Gold · (6 Wo.)US | Erstveröffentlichung: 25. September 2015 feat. Monty; Promo-Single |
| 2016 | Jimmy Choo –         | — | — | — | US65 (11 Wo.)US | Erstveröffentlichung: 5. Februar 2016                              |
| 2016 | Wake Up –            | — | — | — | US50 Platin · (13 Wo.)US | Erstveröffentlichung: 20. April 2016                               |

Weitere Singles
| - 2015: Merry Xmas (feat. Monty) - 2016: My Environment - 2016: Queen of the Zoo - 2016: Westside (feat. Snoop Dogg) - 2016: Different Now - 2016: Make You Feel Good - 2016: Like a Star (feat. Nicki Minaj) - 2017: With You - 2017: Way You Are (feat. Monty) - 2017: Flip Phone - 2017: Aye - 2017: Got a Thang - 2017: Don’t Know What to Do - 2017: There She Go (feat. Monty) - 2018: KissWowie - 2018: Love the Way | - 2018: Westin - 2019: Trap God - 2019: Trippin Baby - 2019: Hold On - 2019: Thug Lovin - 2019: History - 2019: Birthday (feat. Monty) - 2019: Zoo (feat. Tee Grizzley) - 2019: Brand New - 2019: Cologne - 2019: Fresh n Clean - 2020: Pretty Thang - 2022: Sweet Yamz - 2023: Tonight - 2023: 1738 (feat. Coi Leray) |

### Singles als Gastmusiker
| Jahr | Titel Album                        | Höchstplatzierung, Gesamtwochen, AuszeichnungChartplatzierungen (Jahr, Titel, Album, Platzierungen, Wochen, Auszeichnungen, Anmerkungen) | Höchstplatzierung, Gesamtwochen, AuszeichnungChartplatzierungen (Jahr, Titel, Album, Platzierungen, Wochen, Auszeichnungen, Anmerkungen) | Höchstplatzierung, Gesamtwochen, AuszeichnungChartplatzierungen (Jahr, Titel, Album, Platzierungen, Wochen, Auszeichnungen, Anmerkungen) | Höchstplatzierung, Gesamtwochen, AuszeichnungChartplatzierungen (Jahr, Titel, Album, Platzierungen, Wochen, Auszeichnungen, Anmerkungen) | Höchstplatzierung, Gesamtwochen, AuszeichnungChartplatzierungen (Jahr, Titel, Album, Platzierungen, Wochen, Auszeichnungen, Anmerkungen) | Anmerkungen                                                                              |
| Jahr | Titel Album                        | DE | AT | CH | UK | US | Anmerkungen                                                                              |
| ---- | ---------------------------------- | --- | --- | --- | --- | --- | ---------------------------------------------------------------------------------------- |
| 2015 | Around the World –                 | — | — | — | UK14 (5 Wo.)UK | — | Erstveröffentlichung: 3. Juni 2015 Natalie La Rose feat. Fetty Wap                       |
| 2015 | Save Dat Money Professional Rapper | — | — | — | — | US71 ×2Doppelplatin · (19 Wo.)US | Erstveröffentlichung: 10. Juni 2015 Lil Dicky feat. Rich Homie Quan & Fetty Wap          |
| 2015 | Bang My Head Listen Again          | DE24 Gold · (26 Wo.)DE | AT16 (20 Wo.)AT | CH18 Gold · (29 Wo.)CH | UK18 Platin · (30 Wo.)UK | US76 Gold · (6 Wo.)US | Erstveröffentlichung: 30. Oktober 2015 David Guetta feat. Sia & Fetty Wap                |
| 2015 | Promise Summer in the Winter       | — | — | — | UK— SilberUK | US57 ×2Doppelplatin · (14 Wo.)US | Erstveröffentlichung: 24. Dezember 2015 Kid Ink feat. Fetty Wap                          |
| 2016 | All in My Head (Flex) 7/27         | — | — | — | UK25 Gold · (17 Wo.)UK | US24 Platin · (18 Wo.)US | Erstveröffentlichung: 31. Mai 2016 Fifth Harmony feat. Fetty Wap                         |
| 2016 | The Mack –                         | DE33 Gold · (14 Wo.)DE | AT38 (7 Wo.)AT | CH66 (11 Wo.)CH | UK14 Platin · (20 Wo.)UK | US— GoldUS | Erstveröffentlichung: 23. September 2016 Nevada feat. Mark Morrison & Fetty Wap          |
| 2017 | Keke Day69                         | — | — | — | UK98 (1 Wo.)UK | US43 Gold · (8 Wo.)US | Erstveröffentlichung: 30. Dezember 2017 6ix9ine feat. Fetty Wap & A Boogie wit da Hoodie |

Weitere Gastbeiträge
| - 2014: That Work (Dylie Dollas feat. Fetty Wap) - 2014: Roll Up (Steve Stylez feat. Fetty Wap & Mike Rosa) - 2014: Lit (Steve Stylez feat. Fetty Wap, Mike Rosa & D Millz) - 2015: Ice Cream (Audrey Rose feat. Remy Ma & Fetty Wap) - 2015: Dope Boy (DJ SpinKing feat. Cash Out & Fetty Wap) - 2015: Buddy (J.Y. feat. Fetty Wap) - 2015: Promises (Baauer feat. Fetty Wap & Dubbel Dutch) - 2015: Keep It 100 (Rich the Kid feat. Fetty Wap) - 2015: Candy Land (Justina Valentine feat. Fetty Wap) - 2015: Nobody’s Better (Z feat. Fetty Wap) - 2015: Over Night (Monty feat. Fetty Wap) - 2015: Worry Bout It (Kirko Bangz feat. Fetty Wap) | - 2015: Gold Slugs (DJ Khaled feat. Chris Brown, August Alsina & Fetty Wap; US: Gold) - 2015: When I See Ya (Ty Dolla $ign feat. Fetty Wap) - 2015: 1Hunnid (K Camp feat. Fetty Wap; US: Platin) - 2015: Classic (The Knocks feat. Fetty Wap & Powers) - 2015: Nobody’s Better (Z feat. Fetty Wap) - 2015: Walk (Remix) (Kwabs feat. Fetty Wap; UK: Silber) - 2017: Text Ur Number (DJ Envy feat. Fetty Wap & DJ Sliink) - 2017: Feels Great (Cheat Codes feat. Fetty Wap & CVBZ; US: Gold) - 2019: 100k (Just Chase feat. Fetty Wap) - 2020: Firefly (Drax Project feat. Fetty Wap) - 2021: Drill Zoo (Ron Suno feat. Fetty Wap) |

## Auszeichnungen für Musikverkäufe
| Goldene Schallplatte - Australien - 2015: für die Single 679 - 2017: für die Single Promise - 2022: für die Single Gold Slugs - Belgien - 2016: für die Single Bang My Head - Brasilien - 2024: für die Single The Mack - Dänemark - 2016: für die Single Bang My Head - 2018: für die Single The Mack - Italien - 2016: für die Single All in My Head (Flex) - 2017: für die Single The Mack - 2018: für die Single 679 - Kanada - 2018: für die Single Keke - Mexiko - 2019: für die Single All in My Head (Flex) - Neuseeland - 2016: für die Single All in My Head (Flex) - 2019: für die Single Save Dat Money - Niederlande - 2015: für die Single Trap Queen - Polen - 2024: für die Single 679 - Schweden - 2016: für das Album Fetty Wap - 2016: für die Single All in My Head (Flex) - Spanien - 2024: für die Single Trap Queen | Platin-Schallplatte - Australien - 2015: für die Single Trap Queen - 2016: für die Single All in My Head (Flex) - 2018: für die Single Feels Great - Dänemark - 2021: für die Single 679 - 2023: für das Album Fetty Wap - Italien - 2017: für die Single Trap Queen - Kanada - 2017: für die Single All in My Head (Flex) - 2018: für das Album Fetty Wap - Neuseeland - 2016: für die Single Bang My Head - 2018: für die Single Feels Great - 2021: für die Single Firefly - 2021: für die Single Promise - 2024: für die Single Make You Feel Good - Polen - 2016: für die Single Bang My Head - Schweden - 2016: für die Single 679 - 2016: für die Single Bang My Head | 2× Platin-Schallplatte - Australien - 2017: für die Single The Mack - Dänemark - 2022: für die Single Trap Queen - Italien - 2016: für die Single Bang My Head - Neuseeland - 2020: für die Single The Mack - 2024: für die Single Again - Schweden - 2016: für die Single Trap Queen - Spanien - 2016: für die Single Bang My Head 3× Platin-Schallplatte - Neuseeland - 2025: für das Album Fetty Wap 4× Platin-Schallplatte - Neuseeland - 2024: für die Single Trap Queen - 2024: für die Single 679 Diamantene Schallplatte - Frankreich - 2018: für die Single Bang My Head |

Anmerkung: Auszeichnungen in Ländern aus den Charttabellen bzw. Chartboxen sind in ebendiesen zu finden.
| Land/RegionAuszeichnungen für Musikverkäufe (Land/Region, Auszeichnungen, Verkäufe, Quellen) | Silber     | Gold       | Platin       | Diamant     | Verkäufe   | Quellen              |
| -------------------------------------------------------------------------------------------- | ---------- | ---------- | ------------ | ----------- | ---------- | -------------------- |
| Australien (ARIA)                                                                            | —          | 3× Gold3   | 5× Platin5   | —           | 455.000    | aria.com.au          |
| Belgien (BRMA)                                                                               | —          | Gold1      | —            | —           | 15.000     | ultratop.be          |
| Brasilien (PMB)                                                                              | —          | Gold1      | —            | —           | 30.000     | pro-musicabr.org.br  |
| Dänemark (IFPI)                                                                              | —          | 2× Gold2   | 4× Platin4   | —           | 350.000    | ifpi.dk              |
| Deutschland (BVMI)                                                                           | —          | 4× Gold4   | —            | —           | 800.000    | musikindustrie.de    |
| Frankreich (SNEP)                                                                            | —          | —          | —            | Diamant1    | 233.333    | snepmusique.com      |
| Italien (FIMI)                                                                               | —          | 3× Gold3   | 3× Platin3   | —           | 225.000    | fimi.it              |
| Kanada (MC)                                                                                  | —          | Gold1      | 2× Platin2   | —           | 200.000    | musiccanada.com      |
| Mexiko (AMPROFON)                                                                            | —          | Gold1      | —            | —           | 30.000     | Einzelnachweise      |
| Neuseeland (RMNZ)                                                                            | —          | 2× Gold2   | 20× Platin20 | —           | 600.000    | radioscope.co.nz NZ2 |
| Niederlande (NVPI)                                                                           | —          | Gold1      | —            | —           | 15.000     | Einzelnachweise      |
| Polen (ZPAV)                                                                                 | —          | Gold1      | Platin1      | —           | 45.000     | olis.pl              |
| Schweden (IFPI)                                                                              | —          | 2× Gold2   | 4× Platin4   | —           | 200.000    | sverigetopplistan.se |
| Schweiz (IFPI)                                                                               | —          | Gold1      | —            | —           | 15.000     | hitparade.ch         |
| Spanien (Promusicae)                                                                         | —          | Gold1      | 2× Platin2   | —           | 110.000    | elportaldemusica.es  |
| Vereinigte Staaten (RIAA)                                                                    | —          | 5× Gold5   | 22× Platin22 | Diamant1    | 34.500.000 | riaa.com             |
| Vereinigtes Königreich (BPI)                                                                 | 2× Silber2 | 4× Gold4   | 7× Platin7   | —           | 5.900.000  | bpi.co.uk            |
| Insgesamt                                                                                    | 2× Silber2 | 33× Gold33 | 69× Platin69 | 2× Diamant2 |            |                      |